# Ramon Minguell Gasull
Ramon Minguell Gasull (Reus, Baix Camp, 15 de març de 1870 - 1 de febrer de 1925) va ser un sacerdot i escriptor català.
Era fill de Josep Minguell, saboner, de Reus i de Teresa Gasull, de Constantí. Va estudiar quatre anys de llatinitat i humanitats a la sucursal que hi havia a Reus del Seminari de Tarragona, ciutat on després, va estudiar filosofia i teologia. Ordenat sacerdot el 1893, amb dispensa papal, ja que no tenia l'edat requerida, es va llicenciar i doctorar en Teologia a la Universitat Pontifícia de València. Va ser professor de religió a l'Institut de Reus i va ser catedràtic de magisteri a Lleida i a Reus.
Va ser un dels fundadors del Semanario Católico de Reus, periòdic ultra catòlic i conservador on col·laborva assíduament. Va escriure una Memoria histórico-descriptiva del Santuario de Misericordia de la ciudad de Reus, publicada a Lleida per la Tipografía Mariana el 1888, una Necrológica del Excmo. e Ilmo. sr. D. Juan B. Grau y Vallespinós, obispo de Astorga, publicada a Reus el 1917 i un curiós llibret: La Teoría del bien posible o la llamada del mal menor, publicada a Reus el 1916, on defensava que en la vida política, a falta d'una candidatura catòlica, és moralment lícit recolzar una candidatura no catòlica. Segons Gras i Elies seria el redactor de Crónica del 5º Congreso Católico Español celebrado en Burgos el año 1899. Burgos: Imprenta y Estereotipia de Polo, 1899. Va morir l'any 1925. Un germà seu, Joan Minguell Gasull, va ser advocat de la Cambra de la Propietat Urbana de Reus, i per les seves idees i actuacions conservadores, va ser afusellat l'agost del 1936.